# Cyberpunk 2020
Cyberpunk o Cyberpunk: The Roleplaying Game of the Dark Future, conocido por los títulos de su segunda y cuarta edición, Cyberpunk 2020 y Cyberpunk Red, es un juego de rol creado por Mike Pondsmith y publicado por primera vez por la editorial R. Talsorian Games en 1988.
El juego está ambientado en un universo de ficción del subgénero de ciencia ficción conocido como ciberpunk. Como casi todos los juegos de rol de la época, el juego estaba muy orientado hacia la acción y el combate, aunque en la esencia se podía percibir cierto intento de poner en valor la actitud y el estilo del género. El tiempo abarcado en el juego existe dentro de su propia línea de tiempo ficticia, que se separa del mundo real en 1980. 
La caja de la primera edición consta de tres folletos que brindan a los jugadores toda la información que necesitan para comenzar a jugar, así como un par de dados y varias hojas de personajes. Su segunda edición, Cyberpunk 2020, fue lanzada en 1990 y se amplió el conjunto de reglas y del mundo, eclipsando la popularidad de la versión original y terminó siendo rebautizado como Cyberpunk 2013,  en referencia al año de la ambientación para diferenciar las dos ediciones.
La ediciones actuales del juego, la tercera edición lanzada en 2005, titulada Cyberpunk v3.0, está ambientada en los años 2030, pero introdujo varios elementos controvertidos y finalmente fue reclasificada como no canónica. La cuarta y última edición canónica, titulada Cyberpunk Red, lanzado en 2019, está ambientada en el año 2045 y fue diseñada para cerrar la brecha de la segunda edición.

## Universo del juego

### Ambientación

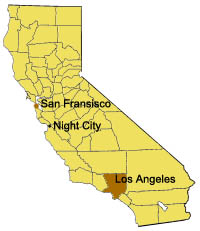
Ubicación de Night City, el escenario principal de la serie Cyberpunk.

Cyberpunk está basado en las principales obras del género ciberpunk, con claras influencias de William Gibson, Bruce Sterling, John Shirley, Philip K. Dick, George Alec Effinger y otros autores, así como de películas y series de televisión (Max Headroom es una clara influencia).
La ubicación principal de Cyberpunk es la ciudad ficticia de Night City, situada en la costa oeste de los Estados Unidos, entre Los Ángeles y San Francisco. Con una población de cinco millones de personas, presenta una sociedad estratificada de guerra de pandillas, rivalidades corporativas y maquinaciones políticas en las que los jugadores deben sobrevivir. La línea de tiempo se ha ampliado con cada edición importante del juego, desde la primera edición ambientada en 2013 hasta la cuarta y última edición ambientada en 2045.
Se encuentra ambientado en un año 2013 (2020 en la segunda edición, 2030 en la tercera edición y 2045 en la cuarta edición) distópico, gobernado por omnipresentes megacorporaciones por encima de la ley. La línea temporal del juego comienza a separarse de la actual en los años 1980, hasta llegar a un hipotético año correspondiente de cada edición en el que muchas tecnologías han sido superadas en la actualidad. En Night City llueve casi todos los días del año, pero cuando no lo está, un oscuro cielo nocturno cubre la ciudad.

### Las corporaciones
- Arasaka Corporation
- Militech Corporation
- Euro Business Machines (EBM)
- Asukaga & Finch (anteriormente Merrill, Asukaga & Finch)
- Night Corp (anteriormente Night International)
- Petrochem
- Zetatech
- Biotechnica
- All Foods
- Diverse Media Systems (DMS)
- Dynalar Technologies
- Hydrosubsidium
- Kang Tao Corporation
- Kendachi Arms (también conocida como Kenshiri-Adachi Armaments)
- Kiroshi
- MoorE Technologies
- Network 54 (N54)
- Orbital Air
- Raven Microcybernetics
- REO Meatwagon
- Soviet World Oil Industries (conocida en Unión Soviética por el acrónimo SGKP y la contracción KeroSov, y en el Occidente como SovOil)
- Trauma Team
- Tsunami Defense Systems (también conocida como Tsunami Arms)
- World News Service (WNS)
- Ziggurat

### Historia
La historia de fondo comienza cuando EE. UU. se vio envuelto en un gran conflicto en América Central en la década de 1980, lo que provocó un colapso económico significativo que terminó en un golpe militar que resultó en el Mercado Común Europeo y Japón como superpotencias y la Unión Soviética no se derrumbó. Esto se combina con el desarrollo de hábitats orbitales que se convierten en estados independientes y el surgimiento de megacorporaciones que luchan entre sí por el dominio.
Otros desastres han incluido plagas alimentarias que causan hambrunas desastrosas y a finales de la década de 1990, el Oriente Medio es un desierto radiactivo después de un conflicto nuclear. La bioingeniería, en un contexto de guerra, ha resultado en el rápido desarrollo de prótesis cibernéticas e interfaces directas hombre-máquina. Con la falta de gobierno y policía debido a las guerras y la situación económica de América Central, la violencia casual es endémica. Muchos también sufren de tecnoshock, una incapacidad para hacer frente a un mundo de tejido muscular sintético, circuitos orgánicos y drogas de diseño.

#### Fundación de Night City
Richard Night, un empresario exitoso que durante los años 1990 se preocupó por la violencia y la perturbación del inminente colapso de Estados Unidos, se vio en una posición única para lidiar con el problema que se avecinaba. Trabajando principalmente en proyectos financiados por corporaciones, Night decidió iniciar una empresa paralela conocida como Night International y comenzó a planificar una nueva ciudad ideal: un entorno que estaría controlado y, en última instancia, a salvo de los estragos que desgarraban el mundo. Su nueva ciudad debía estar completamente planificada, ser autosuficiente y capaz de mantener a raya incluso a los criminales más decididos. Contaría con barrios planificados dedicados a preservar la sensación de diferentes tipos de nacionalidades y culturas, así como un centro corporativo supermoderno que se erigirá como un faro brillante del capitalismo ilustrado.
Finalmente, Night logró asegurar la cantidad inaudita de capital necesaria para financiar un proyecto de tan gran escala. Con el colapso, muchas corporaciones habían estado buscando establecer sus propias áreas urbanas: zonas controladas libres de crimen, pobreza o deuda. Un lugar donde el gobierno estaría dirigido por las corporaciones, lo que permitiría una zonificación óptima y sin elementos anti-empresariales que interfirieran con el crecimiento corporativo. Idealmente, sería una meca capitalista de oportunidades. La ciudad de ensueño de Night estaba hecha a medida para sus propósitos y por eso proporcionó las capacidades de diseño y construcción mientras que estas corporaciones prestaron sus fondos. Necesitaba mucho terreno para su nuevo desarrollo de infraestructura, así como acceso a puertos marítimos y carreteras modernas para entregar la enorme cantidad de materiales que necesitaría para construirlo y Night envió equipos de exploración a las costas este y oeste de los Estados Unidos. Otros fondos llegaron de inversores externos atraídos al proyecto con la promesa de lucrativos contratos de construcción y posibles fuentes de ingresos extralegales. La Asociación Coronado rebautizó la región como Bahía Del Coronado para dar paso a su nuevo proyecto llamado Coronado City. Sin embargo, gracias a la personalidad bastante descomunal de su fundador, pronto se la conoció coloquialmente entre los lugareños como "Night City".
En 1993, el diseño de Coronado City requería más terreno del que originalmente tenía la geología de la bahía. Por lo tanto, la Asociación Coronado niveló las colinas circundantes y las vertió en el océano como relleno, remodelando la bahía de modo que la antigua lengua de arena estrecha al oeste se ensanchó a aproximadamente 10 millas. También volvieron a dragar el puerto, lo que lo hizo capaz de albergar los grandes barcos necesarios para construir la metrópolis, y la tierra restante también terminó como relleno en el borde occidental. La ubicación también era el lugar ideal para construir una estación para el tren de levitación magnética intercontinental Planetran.
Coronado City reflejó verdaderamente la visión ecléctica de su creador, pero durante los primeros cuatro años de construcción, hubo amenazas diarias contra la vida de Night y cuando las amenazas escalaron al nivel de sabotaje e intimidación, llamó a sus socios corporativos, quienes lidiaron con el problema con rapidez y sin piedad. Sin embargo, a pesar de su influencia y sus aliados que prometieron lidiar con el problema de sus amenazas, la suerte de Night se le acabó. El 20 de septiembre de 1998, fue asesinado a tiros en su ático en la parte superior de la recién construida Torre Parkview. El asesino de Night nunca fue detenido y, en su memoria, el recién nombrado Ayuntamiento rebautizó oficialmente Coronado City como "Night City" en su honor.

#### Gobierno de pandillas
Un año después de la muerte de Night, su esposa Miriam Night reestructuró la compañía de Night y fundó la Fundación Night, con el objetivo principal de proteger y promover la visión de su esposo de la ciudad perfecta. Esta fundación eventualmente se reorganizaría para convertirse en Night Corporation (más tarde conocido como Night Corp).
Desde la muerte de Night en 1998, las corporaciones y el crimen organizado de esa época se repartieron los recursos de la ciudad, lo que provocó que el Departamento de Policía de Night City se volviera completamente ineficaz. Las pandillas, respaldadas por patrocinadores corporativos y de la mafia, se establecieron en los suburbios al sur del centro de Night City y con el tiempo, estas pandillas se arraigaron tanto que la única forma de eliminarlas sería demoler toda el área y comenzar desde cero. Hubo muchas discusiones sobre si Night City debería haberla amurallado o no, pero al final, ninguna agencia, ni civil ni corporativa, estaba dispuesta a tomar la iniciativa de comenzar una empresa tan masiva. Los años siguientes fueron caóticos ya que los diferentes poderes luchaban por el control de Night City, mientras que los jefes de la mafia que habían asesinado al magnate comenzaron a apropiarse de la mayor parte de la metrópolis.
En 2005, la mafia era la fuerza dominante en la bahía de Del Coronado. Se habían quedado solos porque las corporaciones tenían poco o ningún interés en dirigir Night City y tenían la mayoría de sus bastiones corporativos en los "castores" periféricos y su elevada Plaza Corporativa. Mientras tanto, el Ayuntamiento no podía dirigir la metrópolis sin amos corporativos que movieran los hilos y proporcionaran fuerza. Las organizaciones del crimen organizado eran excelentes en lo que hacían, pero no era lo mismo dirigir una ciudad entera.
Entre 2005 y 2009, gran parte del gobierno de la ciudad fue reemplazado por marionetas corruptas seleccionadas por la mafia, e incluso Petrochem y Merrill, Asukaga & Finch (MA&F) (más tarde Asukaga & Finch) se vieron marginadas en la prisa por ganar acelerados eurodólares ilegales. Entre vender contratos a sus colegas, concertar acuerdos de drogas y extorsión y, en general, invitar a lo peor del colapso del país a la zona, las mafias lograron convertir una metrópolis relativamente limpia y moderna en una zona de guerra asediada. El crimen, las drogas, la prostitución, la violencia aleatoria y el terrorismo cibernético pronto se convirtieron en el estado de derecho. Durante la última década de los años 2000, el nombre Night City había adquirido un nuevo significado sombrío y mortal. Estos fueron unos de los peores años para Night City, con más asesinatos en ese lapso de cuatro años que en la mayoría de las ciudades en diez años. La mafia gobernaba la ciudad con puño de hierro, destruyendo todo lo que se interponía en su camino. La actividad de las pandillas alcanzó su punto más alto durante este período, con bandas notorias como los Blood Razors o los Slaughterhouse haciendo su debut. Night City pronto se convirtió en lo más parecido al infierno en la tierra; una zona de guerra donde era tan probable que alguien volara su auto como que le robaran su radio. El número de asesinatos sin resolver documentados por el Departamento de Policía de Night City ascendió a miles.

#### Normas y guerras corporativas
Después de cuatro años de guerra callejera, las corporaciones de la ciudad finalmente comenzaron a tomar el asunto en sus propias manos. De 2009 a 2011, durante el período de conflicto conocido como la Guerra de la Mafia, las corporaciones lucharon contra el submundo por el control de Night City. No fueron a la guerra para ayudar a los ciudadanos, sino porque era un negocio. Estaban liderados por tropas paramilitares entrenadas por Arasaka en vehículos de asalto, tanques de ventilador y aerodinos de combate, una ola de bombardeos, asesinatos y batallas callejeras abiertas descendió sobre los miembros mal preparados de la mafia. Cuando el humo se disipó, las corporaciones habían destruido por completo la base de poder de la mafia en Night City. A partir de ese momento, cada vez que la mafia se cruzara con una de las corporaciones, se asegurarían de hacerlo según sus reglas.
Al final de la Guerra de la Mafia, las corporaciones colocaron a un alcalde títere en el poder y comenzaron a limpiar el resto de Night City. Poco después, los centros corporativos y de la ciudad fueron limpiados y restaurados a su estado original. Lo mismo se hizo con los otros barrios, en distintos grados. Como se negoció en el Tratado de Separación del Norte de 2012 entre California, Night City se consideraba parte del Estado Libre del Norte de California; sin embargo, se garantizaba el acceso a los viajeros del sur de California.
Night City también se vio envuelta en la lucha de poder entre Militech y Arasaka. Debido a su condición de Estado Libre, Night City albergó unidades de ambos lados del conflicto y, como tal, sufrió mucho por ello. Hubo constantes luchas urbanas por toda Night City, especialmente alrededor de la ciudad y los centros corporativos, donde ambas facciones mantenían importantes complejos de oficinas. Incluso antes del evento nuclear que arrasó el centro de la ciudad, la gente abandonaba la ciudad en masa, haciendo todo lo posible para evitar ser atacados por drones, aplastados por tanques o simplemente acribillados por escuadrones de exterminio corporativos. Una gran área de Night City quedó destruida y la gente se trepaba por todos lados para llegar a lugares más seguros como Heywood y Pacifica. 
Durante toda la guerra, Night City y las Torres Arasaka habían actuado como centro de mando de la corporación en la campaña norteamericana. En julio de 2023, más que cualquier otra corporación de la ciudad, Arasaka tenía gran parte de la metrópolis bajo su control. Si bien la ciudad era un objetivo constante de las operaciones abiertas y encubiertas de Militech, Night City en su conjunto era muy hostil hacia la corporación norteamericana. Pandillas, mercenarios, policías o incluso el gobierno de la ciudad y la mafia, todos parecían alineados contra Militech, que había retirado sus fuerzas de sus oficinas corporativas en el centro de la ciudad a los campos de pruebas más seguros en Heywood. Un mes después, Night City estaba bajo el control total de Arasaka y fue puesta bajo ley marcial.
El 20 de agosto de 2023, un equipo de incursión de Militech liderado por Morgan Blackhand y Johnny Silverhand intentó una misión de infiltración en las Torres Arasaka para destruir el Proyecto de Base de Datos Relicario de la corporación. La idea era inutilizar el proyecto para la corporación rival mediante el uso de una bomba nuclear táctica con el área planificada, un complejo fuertemente blindado, para absorber el impacto de la explosión y evitar una destrucción masiva. Sin embargo, por alguna razón, el dispositivo nuclear detonó prematuramente en el piso 120 de la torre este. La explosión destruyó instantáneamente las Torres Arasaka, partiéndolas por la mitad y provocando que ambas estructuras colapsaran hacia afuera. La totalidad de la ciudad y el Distrito Corporativo se convirtió en ruinas en cuestión de segundos, y casi todos los que se encontraban en el área inmediata murieron. La explosión incineró instantáneamente a más de 12.000 personas en las cercanías de las Torres e hirió fatalmente a más de medio millón más. Otro cuarto de millón murió como consecuencia durante semanas y meses. Este evento sería conocido como el Holocausto de Night City o el Desastre del AHQ.
Al ser técnicamente una detonación de aire comprimido, disminuyó la radiactividad general a largo plazo, y la mayor parte de la radiación restante penetró solo en los enormes rascacielos que rodeaban el área de la explosión. Dado que gran parte de Night City y sus alrededores se construyeron sobre relleno, y debido a que la elevación era originalmente muy baja, la bomba nuclear provocó un pequeño terremoto que licuó partes del relleno e inundó las partes interiores de la ciudad. La enorme explosión convirtió las toneladas de hormigón en bruto y acero de los edificios en escombros particulados que cubrieron la totalidad del norte de California y el mar durante muchos meses, además de encender una feroz tormenta de fuego que cubrió miles de acres más allá de la ciudad. La metrópolis era apenas habitable dentro de las 24 horas posteriores a la detonación. Sin embargo, la tormenta de fuego destruyó gran parte de las viviendas de la ciudad, obligando a la gente a mudarse a los suburbios del otro lado de las bahías o a las zonas más alejadas. El suelo licuado que se agitó a causa de la explosión rompió las tuberías de gas, agua y electricidad. La nube de polvo combinada causada por el evento se elevó en espiral hacia el cielo y lo tiñó de rojo con partículas en suspensión durante casi dos años. Incluso muchos años después de la explosión, las partículas en suspensión hicieron que los cielos al amanecer y al anochecer brillaran de un rojo espeluznante, lo que inspiró a las personas que vivieron ese período de tiempo a llamarlo la Era del Rojo.
A pocas horas del desastre, la entonces presidenta de los Estados Unidos Elizabeth Kress (exdirectora ejecutiva de Militech) nacionalizó Militech por iniciativa de su actual director ejecutivo (el general Donald Lundee) y su comisión de reserva, colocándola bajo el control del todavía considerable ejército de los Estados Unidos. Kress culpó del ataque a Night City a la corporación japonesa y desterró a todas las fuerzas de Arasaka del territorio continental de los Estados Unidos. Sin embargo, pronto pudo determinar que el arma utilizada había sido suministrada por un equipo de ataque de Militech.

#### Recuperación y reconstrucción
La presidenta Kress, que utilizó toda la fuerza de sus recursos militares y de propaganda, decidió pintar una imagen escabrosa de Arasaka como una megacorporación extranjera malvada dirigida por un loco que sólo quería la destrucción de una ciudad estadounidense en pos de su poder personal. Los permisos de Arasaka para operar en los Nuevos Estados Unidos de América (NUSA) fueron revocados inmediatamente, sus miembros y su junta directiva fueron declarados terroristas y sus activos confiscados o expulsados del extranjero.
La gran mentira impulsada por Militech y los EE. UU. fue que los propios Arasaka habían hecho estallar el Centro Corporativo de Night City en un ataque de negación de área para impedir que Militech tomara el control de las Torres Arasaka. La verdad es que nunca se decidió formalmente quién había provocado la explosión. A los ojos del público, el motivo de la detonación nuclear nunca se descubrió. Algunos creían que era el deseo exagerado de Militech de aplastar a Arasaka, mientras que otros creían que era un arma de negación de área detonada para proteger las Torres Arasaka.
A pesar de todo el juego político, la presidenta Kress mostró poco o ningún interés en ayudar a Night City a recuperarse. Tal como lo habían hecho los presidentes anteriores durante el colapso, ella descartó la ciudad como irrecuperable y ofreció refugio en la NUSA a los refugiados sobrevivientes. Hubo dos razones para esto: el primero es que con los recursos de la NUSA ya al límite, no le quedaban muchas opciones y el segundo, es que la presidenta estadounidense vio esto como la manera perfecta de devolver el control del gobierno al Estado Libre del Norte de California.
Los restos del gobierno de Night City y sus ciudadanos recurrieron a recursos externos, invocando antiguos marcadores y favores de una amplia variedad de personas, incluidas familias nómadas, pequeñas corporaciones y edgerunners. La recuperación fue liderada por el clan nómada Aldecaldos y sus aliados en la Corporación StormTech. Con mucha experiencia en la reconstrucción de ciudades debido al proyecto de Chicago, StormTech y los Aldecaldos estaban excepcionalmente equipados para construir extensas viviendas temporales a partir de contenedores de envío y, posteriormente, módulos de hormigón armado traídos por ferrocarril y mar. Sin embargo, primero era necesario limpiar el terreno para levantar incluso estas estructuras rudimentarias.
La mayor parte de la zona corporativa central había sido destruida, incluidos los edificios gubernamentales. Los restos eran demasiado grandes para excavarlos y transportarlos a vertederos distantes, por lo que los sobrevivientes utilizaron excavadoras y tanques de batalla principales improvisados, abandonados por ambos bandos, para empujar los escombros hacia la bahía. Night Corp ofreció generosas recompensas a cualquiera que estuviera dispuesto a ayudar a limpiar el cráter de escombros radiactivos en la zona cero. Tanto la corporación como el Ayuntamiento afirmaron que las bajas se mantuvieron al mínimo, al mismo tiempo que no proporcionaron estadísticas oficiales para corroborar dicha afirmación. Gran parte de los barrios interiores de Night City ya habían sido arrasados en las incesantes batallas que precedieron a la Caída de las Torres, por lo que los escombros se convirtieron en el relleno que utilizaron los nuevos megaedificios y los viejos paisajes urbanos para levantarse de nuevo, una vez más listos para desafiar los cielos llenos de smog.
Durante la Era del Rojo, una "agrupación improvisada y flexible" de estados conocida como la Confederación del Pacífico fue ocupada restaurando gran parte de la infraestructura perdida en la guerra. Permitieron que Night City continuara como una especie de "ciudad-estado" independiente, otorgándole la oportunidad de convertirse en una zona de libre comercio dentro de la Confederación, además de convertirse en un punto de entrada para el resto del mundo que no quería tratar con los EE. UU. de ninguna manera. Para la década de los años 2040, la mayoría de las ciudades de la Confederación tenían CitiNets y Data Pools gracias a Ziggurat. En 2045, Night City todavía estaba en proceso de reconstrucción y este período en curso consolidó la relación de Night City con el mundo exterior; tras ser abandonada por la presidenta Kress y el NUSA, Night City no tenía intención de volver a su redil fallido. En ese momento, hubo una especulación desenfrenada de que el gobierno de los EE. UU. había utilizado a Arasaka como chivo expiatorio de la detonación nuclear, obteniendo con esto la oportunidad de difamar la reputación de la corporación. Fue en algún momento de principios de la década de 2040 cuando finalmente se reveló la verdad.
Trace Santiago, un joven medio de comunicación independiente, logró obtener información sobre lo que realmente sucedió en 2023, escribiendo varias exposiciones y libros sobre la Cuarta Guerra Corporativa y la Era del Rojo. Con esta historia publicada, la Gran Mentira, el engaño creado por la presidenta Kress para culpar a Arasaka por el Desastre de AHQ, se derrumbó por completo y esta publicación fracasó espectacularmente contra Militech y los EE. UU., lo que llevó a Night City a realinearse con Arasaka en lugar del país. A pesar de esto, muchos residentes de Night City todavía creían que Arasaka era responsable de la bomba nuclear o al menos eran responsables del incidente, ya que la corporación fue la razón por la que la guerra llegó a Night City, por lo que la metrópoli era el centro de operaciones estadounidense de Arasaka. Después de estas revelaciones, la opinión estaba muy dividida, muchos odiaban a Arasaka mientras que otros preferían ver el regreso de la corporación asiática en lugar de someterse al gobierno federal del gobierno de los EE. UU.
En cuanto a la Comunidad Económica de Europa y la Unión Soviética, el Ayuntamiento de Night City los consideraba socios comerciales agradables siempre que no perturbaran la armonía de la ciudad.

## Sistema de juego
El sistema de juego se basa en el dado de diez caras y se conoce como Interlock. Es un sistema rápido, en el que los personajes son descritos por una serie de características que van de 2 a 10 y unas habilidades dependientes de cada característica que van de 0 a 10. Para superar una acción el jugador debe sumar la característica junto a la habilidad relacionada con la acción. A ese total se le añaden o restan puntos en función de distintos modificadores que aumentarán o disminuirán la dificultad. Finalmente el jugador tirará 1 d10 y sumará el resultado al total anteriormente calculado y tendrá que superar una dificultad establecida por el árbitro de juego en función de las reglas y de la situación.
En caso de que en el dado se saque un 10, el jugador volverá a tirar el dado y sumando el nuevo resultado. Sin embargo, en caso de sacar un 1 se considera que la acción ha fallado y no ha sido superada.

### Roles de personajes
En el mundo de Cyberpunk los roles o profesiones que puede elegir cada jugador para la creación de su personaje puede ser de varios tipos. Un edgerunner en las calles de Night City, trabajando para quien mejor pague, acabando con las bandas locales o enfrentándose a los conglomerados multinacionales, sea lo que sea, tendrás que prepararte en consecuencia.
Tanto en el manual original como en Cyberpunk 2020 hay nueve roles principales, cada uno de los cuales ocupa un nicho específico. En los libros de referencia posteriores, muchos de estos roles se ampliaron en gran medida para ofrecer alternativas específicas según la ubicación o el escenario.
- Roquero: artistas rebeldes que utilizan la música y la revolución para combatir el poder y la corrupción megacorporacional. Son muy parecidos a los punks de los años 1980 que despreciaban a los "vendidos" corporativos, considerándolos traidores al oficio. Como son tan carismáticos, pueden influir, incitar y encantar a un gran número de personas a través de sus actuaciones musicales.

Si vives para el rock, este es tu lugar. Los roqueros son los poetas callejeros, las conciencias sociales y los rebeldes de los años 2000. Con la llegada de los estudios portátiles digitales y la masterización con discos láser en los garajes, cualquier roquero con un mensaje puede llevarlo a la calle, ponerlo en las tiendas de discos y rebotarlo en los satélites de comunicación.
A veces, este mensaje no es algo que las corporaciones o el gobierno quieran escuchar. A veces, lo que dices va a caerle en cara a la gente poderosa que realmente dirige este mundo. Pero a ti no te importa, porque como roquero, sabes que es tu lugar desafiar. Ya sea con canciones de protesta directas que dicen las cosas como son o simplemente tocando rock 'n' roll de primera para alejar a la gente de los televisores y llevarla a las calles. Tienes una orgullosa historia como roquero: Bob Dylan, Bruce Springsteen, The Who, Elvis Presley, Alice Cooper, Lynyrd Skynyrd, The Rolling Stones, Aerosmith, Kiss, Guns N' Roses, las legiones de héroes del hard rock que dijeron la verdad con guitarras estridentes y letras sinceras.
Como roquero, tienes el poder de hacer que la gente se levante, de liderar, inspirar e informar. Una canción tuya puede dar valor a los tímidos, fuerza a los débiles y visión ciega. Las leyendas de roquero han liderado ejércitos contra corporaciones y gobiernos. Las canciones de roquero han expuesto la corrupción y han derribado dictadores. Es mucho poder para un tipo que da conciertos todas las noches en otra ciudad, pero puedes manejarlo. Después de todo, ¡viniste a tocar!
- Mercenario: verdaderas máquinas asesinas, guardaespaldas y sicarios sin pudor que lo hacen por dinero y cumplen su trabajo a todo costo. Debido a su profesionalismo y entrenamiento constante, tienen la capacidad de percibir el peligro, notar trampas y tienen una capacidad casi sobrenatural para evitar el daño.

Renaciste con un arma en la mano: la mano de carne y hueso, no la fábrica de armas metálica que cubre la mayor parte de tu brazo. Ya sea como guardia independiente y asesino a sueldo, o como uno de los cibersoldados corporativos que hacen cumplir los acuerdos comerciales y las "operaciones negras" de la Compañía, eres una de las máquinas de combate de élite del mundo ciberpunk.
La mayoría de los mercenarios han pasado tiempo en el ejército, ya sea en un ejército corporativo o en una de las "acciones policiales" continuas del Gobierno en todo el mundo. A medida que el daño de la batalla se acumula, comienzas a depender cada vez más del hardware: cibermiembros para armas y armaduras, chips de bioprogramación para aumentar tus reflejos y tu conciencia, drogas de combate para darte esa ventaja sobre tus oponentes. Cuando seas el mejor de los mejores, incluso podrías dejar las filas de samuráis corporativos y convertirte en rōnin, ofreciendo tus talentos letales como asesino, guardaespaldas o ejecutor a quien sea que pueda pagar tus altísimos honorarios.
¿Suena bien? Hay un precio, uno muy alto. Has perdido tanto de tu cuerpo de carne original que eres casi una máquina. Tus reflejos asesinos están tan agudizados que tienes que contenerte para no volverte loco en cualquier momento. Años de tomar drogas de combate para mantenerte al límite te han dado adicciones aterradoras. No puedes confiar en nadie: en tu madre, tus amigos, tus amantes, en nadie. Una noche duermes en un ático en la ciudad y la siguiente en un sucio callejón de la calle. Pero ese es el precio de ser el mejor. Y estás dispuesto a pagarlo, porque eres un mercenario.
- Netrunner: piratas informáticos que emergen de un mundo tecnologizado. Son hackers expertos, pero con un sistema de interfaz cibernéticamente aumentado e implementado en sus cuerpos.

Cuando tenías tres años, tus padres te compraron un viejo Apple IV GS con una pantalla de pared Radius 241 y tu vida cambió. En quinto grado, ya dominabas todo lo que el laboratorio de alfabetización informática de la escuela podía arrojarte: ya usabas C++ y META-LINGUA para entrar en la computadora central del distrito y cambiar tus calificaciones. Cuando tenías trece años, sacaste fondos suficientes de cuentas desprotegidas del TransAmerican Bank para financiar tus primeros conectores de interfaz neuronal.
Ahora, nada puede detenerte con tu conexión mental directa con el ordenador, puedes sumergirte de cabeza en los vertiginosos vientos de datos de la red; el sistema mundial de telecomunicaciones que une a la humanidad. Como un espectro electrónico, eres el "hacker" definitivo, con tu cerebro conectado a módems especiales y enlaces informáticos. Te deslizas con facilidad hasta los sistemas mainframe más "duros". Tus programas de defensa y ataque están dispuestos con un toque de tus dedos mentales: una rápida sacudida de Demon o Vampire y las fortalezas de datos caen. EBM, ITT, Sony, Matsushita y Ford. Los has abordado todos, comprando, comerciando y vendiendo sus secretos más profundos a voluntad.
A veces se descubren cosas importantes: traiciones corporativas o secretos mortales. Pero no es por eso que se navega en la red. Se vive para el nuevo programa, el siguiente enlace satelital, el siguiente fragmento de datos importantes que llega a uno. Es sólo cuestión de tiempo, piensas: cada año, los programas anti-intrusión mejoran, las Inteligencias Artificiales se vuelven más inteligentes. Tarde o temprano, un programa o programador más rápido se pondrá al día; extenderá dedos electrónicos a través de los conectores de tu interfaz y detendrá tu corazón. Pero el tiempo está de tu parte, y hasta que se acabe el viaje, estarás allí, con el cerebro desnudo y la cabeza en la red...
- Técnico: mecánicos y expertos tanto cibernéticos como electrónicos renegados del mundo que prefieren su ciencia que la fuerza. Muchos de estos técnicos suelen ser clandestinos que realizan trabajos "extraoficiales".

No puedes dejar nada en el suelo: si lo dejas cerca de ti durante más de cinco minutos, lo habrás desmontado y convertido en algo nuevo. Siempre tienes al menos dos destornilladores y una llave inglesa en los bolsillos. ¿Se te ha estropeado el ordenador? No hay problema. ¿Se ha estropeado el quemador de hidrógeno de tu Metrocar? No hay problema. ¿No consigues que se ejecute el vídeo o que los conectores de la interfaz se enciendan? No hay problema.
Te ganas la vida construyendo, reparando y modificando, una ocupación crucial en un mundo tecnológico en el que nadie sabe realmente cómo funciona la mitad de las cosas. Puedes ganar un buen dinero reparando cosas cotidianas, pero para ganar dinero de verdad, tienes que hacer los trabajos más importantes: armas ilegales, tecnología cibernética ilegal o robada, equipos de espionaje y contraespionaje corporativos para las "operaciones clandestinas" de los peces gordos, pequeños artilugios ingeniosos como bombas de termita y robots cazadores-asesinos para "eliminar" de vez en cuando.
Si eres bueno, ganas mucho dinero, y ese dinero se destina a nuevos aparatos, hardware e información. Comprarás casi cualquier cosa nueva, porque puede tener docenas de aplicaciones secundarias que puedas usar. Por supuesto, tu trabajo en el mercado negro no solo te hará ganar amigos, sino que también te hará ganar una cantidad impresionante de enemigos; gente que se ha topado con tu obra y se ha resentido con ella. Así que invertirás mucho en sistemas de defensa y, si te ves realmente presionado, llamarás a algunos nuevos marcadores en uno o dos mercenarios.
Tu primo de la calle de al lado es como tú, pero es un tecnomédico. En un mundo donde la mitad de la medicina está relacionada con la mecánica, tiene sentido. Puede realizar una técnica quirúrgica del mercado negro más rápido de lo que tú puedes arreglar una tostadora y los Solos siempre acuden a él para curar heridas o instalar nuevos sistemas cibernéticos ilegales. Tiene muchos de los mismos problemas que tú, pero espera que su nuevo trabajo en Trauma Team Inc.™ alivie las cosas. Esperas que tenga razón. Puede que necesites sus servicios antes de lo que crees.
- Periodista: grandes traficantes de información que hacen lo que sea por informar, bajo cualquier condición y costo. Pueden ser desde sensacionalistas desesperados y amantes de la atención hasta demagogos, pero los más fáciles de manipular son generalmente los disidentes creíbles y francos en un mundo invadido por hombres de paja de los medios de comunicación propiedad de grandes corporaciones. Mientras mantengan su credibilidad como periodistas relevantes, la gente cree lo que dicen, incluso si no hay hechos que respalden lo que dicen.

Están manipulando la verdad y tú vas a detenerlos. Alguien tiene que hacerlo. Las corporaciones gobiernan el mundo. Arrojan toxinas, desestabilizan las economías y cometen asesinatos con la misma impunidad. El gobierno no los detendrá: ellos son los dueños del gobierno. Lo único que se interpone entre las corporaciones y la dominación mundial son los medios de comunicación y ese eres tú.
Tienes una cámara de video y un pase de prensa, y no tienes miedo de usarlos. Eres una figura nacional, que te ven todas las noches en millones de televisores de todo el mundo. Tienes fans, contactos y tu propia Corporación que te respalda. No pueden hacerte desaparecer. Cuando excavas en busca de la suciedad y la baba que los funcionarios corruptos y los perros falderos de las corporaciones intentan encubrir, puedes excavar a fondo. A la mañana siguiente, puedes poner los detalles de sus crímenes en todos los panfletos y pantallas de vídeo. Entonces el Gobierno tiene que actuar.
Hace una semana, seguiste una pista y descubriste que una corporación médica estaba vendiendo drogas ilegales en la calle. Esta semana, has descubierto una guerra corporativa secreta en Sudamérica: una guerra con aviones, bombas y tropas cibernéticas que ha matado a casi siete mil personas inocentes. Cada nueva historia que sacas al aire es un golpe más a la libertad y la justicia. Sin mencionar los índices de audiencia.
No es fácil. Han intentado presionar a Mediacorp docenas de veces. Han logrado que se suprimieran algunas noticias; una vez, la presión corporativa los obligó a cancelar su programa de noticias. En cada ocasión, usted se dirigió a la cima, respaldado por su director de noticias y su equipo, y luchó para que se publicara la historia. Tres de las cuatro veces, intentaron matarlo; por eso su respaldo es un guardaespaldas solitario de primera y usted tiene a uno de los mejores agentes del sector buscando en la red para respaldar sus historias. Tiene que ser bueno, o de lo contrario, se perderá.
Tu agente acaba de llamar por teléfono con una pista importante. Ha encontrado una pista sobre veinte toneladas de armas ilegales que se están trasladando a un puerto de Bolivia, posiblemente nucleares. Coges tu equipo y llamas a tus refuerzos. Vas a acabar con esos cabrones. Esta vez, seguro.
- Policía: autoridades uniformadas y civiles encargadas de hacer valer la ley en un mundo que no desea respetarla. Pueden ser desde detectives privados hasta agentes del gobierno y agentes de policía. Como figuras de autoridad, tienen la capacidad de intimidar o controlar a otros a través de su posición como representantes de la ley.

En los viejos tiempos, solo disparaban a los policías. Ahora tienes suerte si solo te disparan una bala. La calle es cruel estos días, llena de nuevas drogas, nuevas bandas y nuevas armas que hacen que un M16 parezca un juguete para niños. Si estás en una Fuerza de la Ciudad, sabes lo mal que está la cosa. Llevas al menos cuatro armas de alto calibre, la mayoría de ellas totalmente automáticas, llevas un chaleco antibalas que detiene 850 pies/libras por pulgada cuadrada, y aun así estás en inferioridad de armas y flanqueado. La mitad de las bandas son cibernéticas para empezar: súper rápidas, súper reflejos, pueden ver en la oscuridad, llevan armas en sus brazos... La otra mitad son mercenarios corporativos autónomos, bandas contratadas por el Cuerpo para hacer cumplir sus políticas en la calle. Y ahí estás tú: un policía o detective en un coche patrulla blindado, patrullando esta jungla con los pesados depredadores.
Los policías corporativos... esa es la vida. Armas pesadas, armadura de combate completa, equipo de trauma como refuerzo, vehículos de asalto AV-4 y girocópteros con Miniguns. Pero solo patrullan los sectores de la ciudad para los que el gobierno les ha autorizado. Los sectores agradables y limpios llenos de nuevos edificios de oficinas y restaurantes elegantes, donde ningún psicópata drogado se lanzaría jamás a una matanza con un AK-47. También están las secciones malas: edificios quemados y coches abandonados, donde cada noche hay un nuevo tiroteo y otra gran oportunidad para una muerte desordenada.
Si tienes muy mala suerte, puede que te toque un detalle del Psycho Squad. Los chicos del Psycho Squad tienen la tarea de cazar cíborgs fuertemente armados y blindados que se han vuelto locos. Claro que los chicos del PS tienen acceso a cañones de riel, giroscopios y vehículos autónomos, pero un ciberpsicópata puede caminar a través del fuego de las ametralladoras y no sentirlo. Muchos de los detectives del Psycho Squad están locos. Se cargan con reflejos potenciados, consiguen armas monstruosamente enormes y salen a cazar cíborgs en solitario. Pero tú no estás tan loco. Todavía.
- Ejecutivo: expertos negociadores, sabuesos del dinero, multimillonarios con tiempo para dedicarlos a cualquier corporación. Al ser ricos y persuasivos, pueden reunir favores y recursos que van más allá de lo que la mayoría de las personas pueden siquiera esperar.

En los viejos tiempos, te habrían llamado yuppie, un MBA esforzado y con un rápido ascenso en la escala corporativa. Claro, es vender tu alma a la empresa, pero seamos realistas, las corporaciones gobiernan el mundo ciberpunk. Controlan gobiernos, mercados, naciones, ejércitos... lo que sea. Sabes que quien controla las corporaciones controla todo lo demás.
En este momento, tu vida como ejecutivo junior no es nada fácil. Hay tipos por debajo de ti que matarían por tener una oportunidad de ocupar tu puesto. Hay tipos por encima de ti que matarían para evitar que tú consigas su puesto. Y no bromean con lo de matar: cada nuevo miembro de la Corporación tiene su propio equipo de mercenarios y netrunners para cubrir sus proyectos favoritos. ¿Sabotaje? Constantemente. ¿Soborno? Rutinario. ¿Chantaje? Común. ¿Ascenso por asesinato? Siempre es una posibilidad. Las apuestas son así de altas: un desliz y podrías acabar en la calle con el resto de los vagabundos.
¡Y los proyectos que te dan tus supervisores! Algunos son bastante sencillos: diseñar un nuevo programa de productividad para la subsidiaria médica de la corporación. Otros son bastante crudos: enviar un equipo de "operaciones negras" a la ciudad para propagar una plaga de diseño para que el equipo de marketing pueda limpiar la venta de la vacuna. La semana pasada, lideraste un equipo mixto de solitarios, "runners" y técnicos en una misión de caza de talentos para secuestrar a un investigador de una empresa rival. La semana anterior, tu proyecto era robar los planos de un nuevo transbordador suborbital de la Agencia Euroespacial (para que la División Aeroespacial pudiera copiar el diseño y vendérselo a los soviéticos).
Te dijiste a ti mismo que te uniste a la corporación para hacer de ella un lugar mejor, para trabajar desde adentro, dijiste. Pero ahora no estás seguro. Tus ideales están un poco empañados y las cosas se están poniendo bastante sombrías. Pero ahora no puedes preocuparte por la ética. Tienes que entregar un informe en una hora y parece que ese tipo de Ventas está planeando congelar tu base de datos para siempre. Vas a congelarlo tú primero.
- Arreglador: amos del crimen, traficantes y contrabandistas que ejercen su oficio en el mercado negro y que te pueden entregar cualquier cosa a cambio de unos créditos.  Como están tan bien conectados con las idas y venidas de la calle, pueden localizar, adquirir y saber acerca de una persona, lugar o cosa deseada dentro de su área de operación. El protocolo para la exfiltración de carga útil del ecosistema objetivo cubre todos los rastros a través de señuelos y falsificaciones para maximizar la confusión.

Te diste cuenta rápidamente de que nunca conseguirías un trabajo en una corporación. Y tampoco creías que fueras lo suficientemente duro o loco como para ser un solista. Pero como punk de poca monta, sabías que tenías un don para averiguar lo que querían los demás y cómo conseguirlo. Por un precio, por supuesto.
Ahora tus negocios han dejado de ser de nimiedades y han pasado a ser de gran envergadura. Quizá traspases armas ilegales a través de la frontera, o robes y revendas suministros médicos de las corporaciones. Quizá seas un corredor de talentos, actuando como agente de mercenarios y netrunners de alto precio o incluso contratando a todo un grupo de nómadas para respaldar los contactos de un cliente. Compras y vendes favores como un padrino de la Mafia al viejo estilo. Tienes conexiones en todo tipo de negocios, tratos y grupos políticos. No lo haces directamente, por supuesto; no, ves a tus contactos y aliados como parte de una vasta red de intrigas y coerción. Si hay un club nocturno de moda en la ciudad, has entrado en él. Si hay nuevas armas de clase militar en la calle, las has introducido de contrabando. Si hay una guerra corporativa en marcha, estás negociando entre los bandos con la vista puesta en la principal oportunidad.
Pero no te dedicas solo a eso por dinero. Si alguien necesita quitarse de encima la presión, lo escondes. Le consigues alojamiento a la gente cuando no hay ninguno y llevas comida cuando los barrios están bloqueados. Tal vez lo haces porque sabes que te lo deben más adelante, pero no estás seguro. Eres un mitad Robin Hood y dos mitades Al Capone. En los años 1990, te habrían llamado amo del crimen. Pero estamos en la fragmentada y mortal década de 2020. Ahora te llaman arreglador.
- Nómada: pandilleros errantes y guerreros urbanos que dominan las carreteras. Se dicen que eran esclavos asalariados de las empresas, a los que despedían y excluían de sus puestos de trabajo, y ahora vagan por las carreteras como viajeros y cuadrillas de motociclismo. Como la vida en la carretera es dura, mantienen fuertes vínculos familiares. Si un nómada está en apuros, puede contar con que los miembros de su familia lo cuiden.

Hace diez años expulsaron a tu familia de la granja. Las corporaciones llegaron, se apoderaron de la tierra y pusieron policías de alquiler por todas partes. No era la primera vez que ocurría y no sería la última. Poco a poco, tu familia se unió a otras familias sin hogar y conocieron a otro grupo... hasta que creaste una manada nómada de casi doscientos miembros.
Ahora, apiñados en una enorme y desorganizada flota de coches, furgonetas, autobuses y autocaravanas, tu grupo nómada recorre las autopistas. Buscan suministros, trabajos ocasionales y piezas de repuesto en un mundo en el que la sociedad se ha fragmentado. El grupo es tu hogar: tiene profesores, tecnomédicos, líderes y mecánicos; es prácticamente una ciudad sobre ruedas en la que todos están relacionados por matrimonio o parentesco. A veces, el grupo se detiene en una ciudad sólo para repostar o conseguir comida. Otras veces, se dirige al sur para seguir la cosecha; recoge cosechas a cambio de dinero o comida. Menos aterroriza las ciudades y contrata a matones en las guerras corporativas. Por razones obvias, a los policías no les gustan los nómadas. Pero no importa: tus vehículos suelen estar bien blindados y repletos de armas robadas: miniguns, lanzacohetes y armas por el estilo. Todos los niños saben utilizar un rifle y todos llevan un cuchillo. Ser un vagabundo en los años 2000 no es fácil.
Los miembros más visibles de la manada son los exploradores, jinetes con armadura de cuero que van en motos o en veloces coches potentes que protegen al convoy de los ataques y buscan lugares seguros para acampar. Como explorador, estás atento a los problemas y, por lo general, puedes encontrar suficientes, bien con manadas nómadas rivales, o bien con la ley y los vaqueros; recorres el camino más difícil. Tienes un arma, una moto y eso es todo lo que necesitas. Eres un nómada.

### El tiroteo del viernes noche (TVN)
Abarca el sistema de reglas, que incluye todos los elementos del combate con armas de fuego en un formato realista y fácil de usar. Este sistema también cubre el combate cuerpo a cuerpo. El objetivo del sistema es alejarse de los clichés hollywoodenses de personajes imparables que pueden recibir una cantidad demostrablemente grande de daño y aun así disparar sus armas con precisión. El libro cubre todo, desde los conceptos básicos del combate, los turnos en tres fases, los movimientos, las acciones, el campo de visión y la línea de visión, hasta los ataques especiales más avanzados, la cobertura, el fuego de supresión y las granadas arrojadizas. También se incluye una sección sobre el combate cuerpo a cuerpo, llamada «pelea del viernes noche», y cómo funciona el sistema con el combate cuerpo a cuerpo.
Básicamente existen dos tendencias en este sistema de juego:
- Tirada contra dificultad: en este caso, el director del juego asigna un valor a cada acción en función de su dificultad de realización. A las acciones muy fáciles se les asigna un valor igual a 5 y a las muy complejas se les asigna un valor igual a 25.
- Tirada contra tirada: en este caso, cada tirada de ataque se ve contrarrestada por una tirada de defensa que le indicaría cual es la dificultad que debe superar el ataque para ser efectivo.

En cualquier otro caso, la tirada del jugador debe ser superior o igual al valor indicado por el director del juego para ser una acción exitosa. Además, existen normas que cubren otras formas de daños, como ahogamiento y asfixia, electrocución e incendio.

### Netrunning
Hay reglas para la piratería cibernética, llamadas netrunning. Cuando los personajes "se conectan", pueden interpretar la Red de varias maneras diferentes, incluso como un laberinto clásico de Dungeons & Dragons, o tal vez como una galaxia llena de estrellas.
Los netrunners se involucran en el mundo virtual con conectores de interfaz, cyberdecks y la habilidad especial de interfaz. Los cyberdecks incluyen ranuras para contener programas, seleccionados con anticipación por netrunners para ayudar en tareas como evasión, descifrado y detección. El combate y otras acciones en la Red son rápidos y se llevan a cabo segundo a segundo, a diferencia de las rondas de combate de tres segundos en el mundo físico.
La destrucción de la Red global en ediciones posteriores de Cyberpunk dirige la atención de los netrunners hacia las redes privadas locales. El efecto en el juego es que netrunning ya no es una actividad remota; los netrunners están integrados en su equipo y, con equipos como gafas de virtualidad, pueden alternar sus acciones entre el espacio físico y el virtual. Una integración más estrecha con otras actividades fue una elección de diseño del juego para garantizar que todos los personajes tuvieran un papel que desempeñar durante una escena de piratería.

### Empatía y ciberpsicosis
La adquisición de ciberware (armas cibernéticas, ciberóptica y otros implantes) conlleva un costo humanitario. Cada diez puntos de coste humanitario provoca la pérdida de un punto de empatía, el atributo de carácter que mide lo bien que se relacionan con otras personas. Un nivel de empatía de cero representa una pérdida total de la humanidad, un estado conocido como ciberpsicosis; en el caso de los jugadores, su personaje se convierte en un personaje no jugador controlado por el director de juego.

## Ediciones
Cyberpunk fue diseñado por Mike Pondsmith como un intento de replicar el realismo descarnado de la ciencia ficción ciberpunk de la década de 1980. En particular, la novela Hardwired de Walter Jon Williams fue una inspiración, y Williams ayudó a probar el juego. Otra influencia clave fue la película Blade Runner de Ridley Scott. Muchos también asumen que la novela Neuromante de William Gibson fue una influencia; sin embargo, Pondsmith no leyó la novela hasta una fecha posterior. Otras fuentes incluyeron la película Streets of Fire y el anime Bubblegum Crisis.

### Primera edición
La versión original de Cyberpunk fue publicada en 1988 por R. Talsorian Games. Los componentes del juego de la caja consisten en un manual de 44 páginas, un libro de consulta de 38 páginas, un libro de combate de 20 páginas, cuatro páginas de ayudas para el juego y dos dados de diez caras.
Posteriormente, en 1989 se publicaron varios suplementos:
- Rockerboy (libro de consulta para la clase de personajes Rockerboy)
- Solo of Fortune (libro de consulta para la clase de personaje Solo)
- Hardwired: The Sourcebook, basado en la novela homónima de Walter Jon Williams.
- Near Orbit: Suplemento espacial, con reglas para viajes espaciales.

Esta edición del juego se conoció retrospectivamente como Cyberpunk 2013.

### Segunda edición:Cyberpunk 2020
En 1990, R. Talsorian Games lanzó la segunda edición del juego, titulada Cyberpunk 2020, que presentaba reglas actualizadas para combate, netrunning y generación de personajes. La línea de tiempo del juego también se reconfiguró para adaptarse a la reunificación alemana en 1990. Se lanzó como una caja que contenía un libro de tapa blanda de 222 páginas y una guía de referencia y aventuras de 24 páginas.
R. Talsorian Games lanzó dos versiones revisadas:
- Cyberpunk 2020 versión 2.00 (1992)
- Cyberpunk 2020 versión 2.01 (1993).

R. Talsorian Games también publicó un total de 28 suplementos de reglas y libros de consulta, y 6 aventuras entre 1993 y 1996. Además, Atlas Games publicó doce aventuras bajo licencia entre 1991 y 1994.
Dream Pod 9 lanzó Night's Edge en 1992, tomando el escenario Cyberpunk 2020 y agregando un tema de terror, incluidos vampiros y hombres lobo. Dream Pod 9 publicó otros diez suplementos y aventuras en este escenario entre 1992 y 1995.
En 1993 se publicó un libro de consulta mundial alternativo, Cybergeneration; se centra en adolescentes con habilidades sobrehumanas inusuales obtenidas de una epidemia de virus de nanotecnología. La primera versión de Cybergeneration requería el libro de reglas de Cyberpunk 2020, pero una segunda versión se convirtió en un juego independiente.
Se publicaron dos novelas de Cyberpunk 2020, en 1995 y 1996.

### Tercera edición:Cyberpunk V3.0
Cyberpunk V3.0 está ambientado en la década de 2030 y se publicó en 2005. Lleva a Cyberpunk a un entorno transhumanista después de una Cuarta Guerra Corporativa. La Red global se ha corrompido y se ha vuelto inutilizable, al igual que muchos datos impresos, lo que pone en duda la historia humana. Han surgido seis nuevas subculturas, conocidas como altcults; uno de esos grupos son los edgerunners, sucesores de los cyberpunks de ediciones anteriores.
La tercera edición utiliza el sistema de juego Fuzion, en lugar de Interlock. Tanto el cambio de escenario como la obra de arte dentro del libro recibieron críticas negativas.
De 2007 a 2008, se publicaron dos libros de consulta para acompañar esta edición.

### Cuarta edición:Cyberpunk Red
La cuarta edición de Cyberpunk, titulada Cyberpunk Red, está ambientada en 2045, siguiendo los eventos de Cyberpunk 2020 y sirviendo como precuela del videojuego Cyberpunk 2077. El juego se desarrolla después de una Cuarta Guerra Corporativa; sin embargo, los eventos difieren de Cyberpunk V3.0, que se considera una línea de tiempo separada.
El libro de reglas básico de Cyberpunk Red se publicó en noviembre de 2020. Fue precedido por el lanzamiento de un conjunto en caja simplificado, conocido como Cyberpunk Red Jumpstart Kit, en la Gen Con de agosto de 2019. El libro de reglas básico se retrasó desde un lanzamiento planificado junto con el Jumpstart Kit, inicialmente para permitir que la tradición del juego Cyberpunk Red esté mejor alineada con Cyberpunk 2077, y luego debido a la pandemia de COVID-19.
R. Talsorian Games comenzó a desarrollar un nuevo kit de misión Cyberpunk: Edgerunners, basado en la exitosa serie de anime homónima de Netflix, a su vez basada en el videojuego Cyberpunk 2077 de CD Projekt RED. Las misiones utilizarán el motor de juego de rol de mesa Cyberpunk Red existente y el libro de consulta comenzó a desarrollarse en respuesta a la popularidad de las modificaciones del juego de rol creadas para el videojuego. El nuevo conjunto tiene lugar en la línea de tiempo del año 2077, con R. Talsorian Games anunciando planes para continuar creando contenido para el escenario del año 2045.

## Ediciones en lengua española
La edición original en inglés de Cyberpunk 2020 (1990) fue por primera vez traducida y publicada en español en diciembre de 1993 por la hoy en día desaparecida editorial madrileña M+D Editores. En el curso de los años 1990, M+D Editores fue la empresa que distribuía sus libros y productos, Distrimagen, y los libros de la serie Cyberpunk 2020 (el libro básico de reglas y todos sus suplementos) pasaron a ser publicados por la editorial titular de Distrimagen: La Factoría de Ideas. Sin embargo, el juego en su versión española está hoy en día descatalogado y la edición más recientemente impresa en Estados Unidos, Cyberpunk v3.0, no está todavía traducida al español.

## Otros medios

### Juego de cartas coleccionables
En 2004 la empresa Social Games lanzó al mercado una conversión de Cyberpunk 2020 en juego de cartas coleccionables, titulada Cyberpunk: The Collectible Card Game (literalmente «Cyberpunk, el juego de cartas coleccionables»). En España la empresa traductora y distribuidora es Distrimagen, que lo ha traducido conservando las siglas originales en inglés: Cyberpunk 2020 CCG («CCG» corresponde a Collectible Card Game).

### Juego para telefonía móvil
La empresa Mayhem Studio ha creado una adaptación de Cyberpunk 2020 para telefonía móvil, adaptando el mundo postapocalíptico de R. Talsorian Games en un videojuego de acción. Su aspecto gráfico tiene claras influencias de Flashback: The Quest for Identity, un videojuego clásico de acción y plataformas, llegando a incluir incluso escenas cinemáticas muy inmersivas, a pesar de ser un videojuego para móvil.

### Juego de miniatura
Cyberpunk Red: Combat Zone es un juego de guerra en miniatura de mesa de R. Talsorian Games y Monster Fight Club, que se estrenó en 2023.

### Videojuegos
- En 2007, Mayhem Studio lanzó el videojuego de plataformas en 2D Cyberpunk: Arasaka's Plot para la plataforma J2ME.[24]

- En 2020, CD Projekt RED, el desarrollador de la serie The Witcher, lanzó el videojuego de rol de acción de mundo abierto Cyberpunk 2077.[25]

### Anime
El ONA original de Netflix Cyberpunk: Edgerunners, producido por Studio Trigger y CD Projekt RED, está ambientado en el universo Cyberpunk. El ONA se anunció por primera vez en 2020 como un vínculo con el videojuego Cyberpunk 2077 y se estrenó en septiembre de 2022.

### Novelas
En octubre de 2022, CD Projekt RED anunció en Twitter que una novela ambientada en el universo Cyberpunk con el título Cyberpunk 2077: No Coincidence se estrenó en idioma inglés durante el 8 de agosto de 2023, como complemento con Cyberpunk 2077. La novela está escrita por el escritor polaco Rafał Kosik, mientras que en la versión en audiolibro fue grabado por Cherami Leigh, quien interpretó a V en la versión femenina del personaje.

### Cómics
- Cyberpunk 2077: Trauma Team. Dark Horse Comics. 2020. ISBN 978-15-0671-601-5.
- Cyberpunk 2077: Where's Johnny. Dark Horse Comics. 2021. ISBN 978-15-0672-625-0.
- Cyberpunk 2077: Your Voice. Dark Horse Comics. 2021. ISBN 978-15-0672-623-6.
- Cyberpunk 2077: You Have My Word. Dark Horse Comics. 2021–2022. ISBN 978-15-0672-566-6.
- Cyberpunk 2077: Big City Dreams. Dark Horse Comics. 2022. ISBN 978-15-0672-686-1.
- Cyberpunk 2077: Blackout. Dark Horse Comics. 2022. ISBN 978-15-0672-627-4.
- Cyberpunk 2077: XOXO. Dark Horse Comics. 2023.
- Cyberpunk 2077: Ten of Swords. Dark Horse Comics. 2023.
- Cyberpunk 2077: Psycho Squad. Dark Horse Comics. 2025.

## Recepción
Stewart Wieck revisó Cyberpunk para White Wolf (Número 14), calificándolo con 3 en general y afirmó que "es un buen juego ambientado en un entorno que es muy propicio para los juegos de rol".
En la edición de mayo de 1989 de Games International (Número 5), Paul Mason encontró que las reglas estaban desorganizadas y carecían de un índice. También encontró muchos errores tipográficos, "el signo de una producción apresurada". Aunque Mason encontró el concepto detrás del juego "bastante atractivo", pensó que el sistema de combate, que se suponía que era una mejora del sistema de puntos de golpe no descriptivo habitual, estaba demasiado restringido por las tablas de datos para ser muy descriptivo. Concluyó dando a este juego una calificación promedio de 3 de 5, diciendo: "En general, Cyberpunk hace el trabajo. Si desea ejecutar un juego en este género y desea una fuente única de reglas y antecedentes, entonces este juego será adecuado para la tarea [...] Sin embargo, no contiene ideas radicalmente nuevas para los juegos de rol, y por lo que no será de mucha utilidad para nadie más que para los coleccionistas empedernidos".
En la edición de septiembre de 1989 de Dragon (Número 149), a Jim Bambra le gustaron los valores de producción de la edición original, pero encontró muchos errores tipográficos en los distintos libros, así como una tabla de encuentros que faltaba. Bambra descubrió que el entorno "hace un excelente trabajo al capturar el sabor y la atmósfera de un futuro inquietantemente plausible y realista. El desarrollo y la presentación de la Red son impresionantes y pueden usarse como base para innumerables aventuras. Ningún otro juego ha tenido éxito al retratar la piratería informática de una manera tan vibrante y absorbente". Llegó a la conclusión de que esto no era para todos: "Los jugadores criados en juegos de fantasía heroica o ciencia ficción brillante pueden encontrar el realismo descarnado del Cyberpunk el juego no es de su agrado... Para decidir si este es el juego para ti, lee algunas de las novelas de estilo Cyberpunk. Si te gustan, no pierdas el tiempo: sal corriendo y compra el juego Cyberpunk. Bienvenido a la vida al límite".
En la edición de septiembre de 1992 de Dragon (Número 185), Allen Varney encontró que Cyberpunk 2020 tan elegante como su predecesor de la primera edición, pero encontró aún más errores tipográficos en esta edición que en la primera edición. A Varney le gustó el nuevo sistema de combate simplificado, pero criticó la dualidad del combate moderno, donde "los personajes sin armadura se convierten en charcos de sangre en 10 segundos de combate, pero aquellos con armadura antiaérea pueden ignorar los disparos de metralletas". Varney también sintió que el sistema netrunning había mejorado mucho y calificó el sistema de reglas como "elegante y original". Varney pensó que el mayor defecto de la segunda edición era la falta de un índice, pero también criticó la dicotomía de un sistema en el que "puedes irrumpir en el eurobanco y desfalcar cinco millones de dólares, pero es mejor que pagues tu factura telefónica a tiempo o estás en un gran problema". Acusó al juego de estar "en la curiosa posición de abogar por la rebelión, la segunda edición del juego Cyberpunk supera a su primera edición en todos los aspectos. Con su acción fluida, su atmósfera ciberpunk 'pura', su entorno de fácil acceso y su complejidad media-baja, este juego encabeza mi lista como la mejor ruta del campo hacia la oscura aventura del futuro cercano".
En una encuesta de lectores de 1996 realizada por la revista Arcane para determinar los 50 juegos de rol más populares de todos los tiempos, Cyberpunk ocupó el décimo lugar. El editor Paul Pettengale comentó: "Cyberpunk fue el primero de los juegos de rol ciberpunk 'directos', y sigue siendo el mejor. La diferencia entre el ciberpunk y otra ciencia ficción es una cuestión de estilo y actitud. Todo sobre el juego Cyberpunk, desde el fondo al sistema de reglas, está diseñado para crear esta atmósfera vital. Cyberpunk está ambientado en un mundo implacable donde la traición y las traiciones son comunes, la confianza es difícil de encontrar y la paranoia es un rasgo de supervivencia útil".
En noviembre de 2020, Forbes descubrió que Cyberpunk Red era una continuación constante de los temas de Cyberpunk 2020. El colaborador Rob Wieland elogió el sistema para la generación de personajes y afirmó: "Uno de los elementos característicos del juego, los caminos de la vida, pasó por un gran refinamiento. El camino de la vida es una tabla en la que los jugadores tiran para determinar los elementos de la historia de su personaje. Crea amantes, amigos, rivales y más para que los gerentes generales cuelguen los ganchos de la trama. Cyberpunk se nutre de las conexiones personales entre los personajes. Lifepath hace que la aceptación del jugador sea más fácil; los jugadores estarán mucho más interesados en un trabajo que les dé un antiguo amor que un personaje no jugable aleatorio".